# Strada Elena Doamna din Iași
Elena Doamna este o stradă situată în Municipiul Iași. 

## Descriere
Strada începe din zona Târgu Cucului și se termină în Bucșinescu.

## Etimologie
Numele străzii, Elena Cuza, a fost dat prima dată în noiembrie 1910, fiind închinat Doamnei Elena Cuza.

## Istoric
Actuala stradă Elena Doamna s-a numit, înainte de noiembrie 1910, „Ulița Albă”. Documente din secolul al XVIII-lea atestă prezența Uliței Fânului (Ulița Fânăriei).

## Monumente istorice
| Cod LMI                                                     | Denumire                                                        | Localitate      | Localizare                                | Datare, Creatori     | Imagine               | Erori             |
| ----------------------------------------------------------- | --------------------------------------------------------------- | --------------- | ----------------------------------------- | -------------------- | --------------------- | ----------------- |
| IS-I-s-A-03504 (RAN: 41783.04.01, 41783.04.02, 41783.04.03) | Centrul istoric și Curtea Domnească                             | municipiul Iași | str. Elena Doamna 47.15611°N 27.58556°E   | Epoca medievală      | Încarcă foto \| video | Raportează eroare |
| IS-II-m-B-03860                                             | Sinagoga Merarilor                                              | municipiul Iași | Str. Elena Doamna 13                      | sf. sec. XIX         | Alte imagini          | Raportează eroare |
| IS-II-m-B-03861                                             | „Casa de la cinci drumuri”, Sediul Comunității evreilor         | municipiul Iași | Str. Elena Doamna 15 47.16347°N 27.5943°E | 1820                 | Alte imagini          | Raportează eroare |
| IS-II-m-B-03862                                             | Casă                                                            | municipiul Iași | Str. Elena Doamna 33                      | prima jum. sec. XX   |                       | Raportează eroare |
| IS-II-m-B-03863                                             | Biserica Apostolică                                             | municipiul Iași | Str. Elena Doamna 35                      | înc. sec. XX         |                       | Raportează eroare |
| IS-II-m-B-03864                                             | Casă                                                            | municipiul Iași | Str. Elena Doamna 37                      | mijl.sec. XIX        |                       | Raportează eroare |
| IS-II-m-B-03865                                             | Casa Iosef Zoller                                               | municipiul Iași | Str. Elena Doamna 39                      | a doua jum.sec. XIX  |                       | Raportează eroare |
| IS-II-m-B-03866                                             | Casă                                                            | municipiul Iași | Str. Elena Doamna 47                      | prima jum. a sec. XX | Încarcă foto \| video | Raportează eroare |
| IS-II-m-B-03867                                             | Spitalul israelit, azi Maternitatea „Elena Doamna” (corp vechi) | municipiul Iași | Str. Elena Doamna 49                      | sec. XIX             |                       | Raportează eroare |